# Zamek w Lublińcu
Zamek w Lublińcu – zamek znajdujący się przy ul. Grunwaldzkiej 40 w Lublińcu, przebudowywany w XVII i XVIII w..

## Historia
Pierwsza wzmianka o lublinieckim zamku pochodzi z roku 1397, kiedy zamek należał do księcia Władysława Opolczyka. Książęta opolsko-raciborscy władali lublinieckimi ziemiami przez kilka wieków. Po śmierci księcia Jana Dobrego jego księstwo wraz z Lublińcem znalazło się w rękach Habsburgów władających Czechami. Lubliniecki zamek wraz miastem i okolicą oddany został w arendę (dzierżawę). Kilkakrotnie zmieniał wówczas dzierżawców, aż w końcu, w 1587 roku, nabyty został przez Jana Kochcickiego (dzierżawił zamek od 1576 roku). Zamek został wówczas gruntownie przebudowany na jedną z siedzib rodowych Kochcickich. W 1638 roku na zamku przebywał krótko król Władysław IV Waza. W 1645 roku Habsburgowie skonfiskowali Kochcickim ich dobra za wspieranie protestantyzmu. Wówczas zamek nabył Andrzej Cellary i do 1722 roku był siedzibą rodu Cellarych. W 1650 roku w wielkim pożarze, który strawił niemal całe miasto, spłonęła także część tego gmachu. Podczas odbudowy nadano mu charakter barokowej rezydencji. W 1655 roku schronienie znalazł tu obraz jasnogórski, wywieziony z częstochowskiego klasztoru w obawie przed szwedzką rekwizycją. W 1727 roku zamek nabył Piotr de Garnier i do 1763 zamek stanowił własność rodu de Garnier. Następnie jeszcze kilkakrotnie zmieniał właścicieli (Anna Gaschin, Karol Ludwig Niemiecki, Zofia Karolina Dyhrn, Fryderyk Wilhelm Schlabrndorf, Dionizy Jeanneret). W czasach konfederacji barskiej (w latach 1768-72) w rezydencji przebywało wielu uczestników tego zrywu, m.in. Franciszka Krasińska, żona królewicza saskiego, syna Augusta III, Antoni Lubomirski, bp Adam Krasiński. W latach 1770–1771 bywał tu kilkakrotnie Kazimierz Pułaski, odwiedzając rezydującą tu Franciszkę Krasińską. W latach 1784–1814 właścicielem Lublińca był Franciszek Grotowski, który rezydował na zamku. W swoim testamencie przeznaczył on budynek na siedzibę zakładu wychowawczego dla sierot. W XVIII wieku po raz ostatni przebudowano zamek uzyskując obecny klasycystyczny wygląd elewacji. W 1826 roku zmarła wdowa po Franciszku Grotowskim, Maria Blacha. Władze pruskie przejęły zamek i zrezygnowały z umiejscowienia w nim zakładu wychowawczego dla sierot, budując dla niego nową siedzibę. Od pocz. XVIII w. gmina Schloss Lublinitz posiadała własną pieczęć, na której wizerunku przedstawiono  dwukondygnacyjny zamek z dwoma wieżami i bramą wjazdową – widok od frontu. 
W 1832 roku dobra lublinieckie wraz z zamkiem odkupił od władz pruskich Andrzej Renard. Mieszkał on w Strzelach Wielkich (Opolskich) i udostępnił zamek władzom na cele publiczne. W latach 1848–1892 na zamku znajdowała się siedziba Królewskiego Powiatowego Sądu dla powiatu lublinieckiego. W latach 1854–1874 na zamku znajdowała się siedziba starostwa powiatu lublinieckiego. W latach 1859–1862 część dóbr lublinieckich wraz z zamkiem od Andrzeja Renarda odkupił Fryderyk Kielmann. W 1892 roku zamek od Reinholda Kielmanna, syna Fryderyka, wykupiła rejencja opolska, ówczesna niemiecka jednostka administracyjna. Rok później władze niemieckie otworzyły w Lublińcu szpital dla umysłowo chorych i kalekich. Budynek zamku wszedł w skład szpitala i został częściowo przebudowany. W 1922 roku Lubliniec został uroczyście przejęty przez władze polskie. Zamek pozostał częścią szpitala psychiatrycznego. W 1939 roku na zamku został umiejscowiono oddział obserwacyjny szpitala psychiatrycznego. W 1945 roku szpital psychiatryczny wznowił prace. W 1960 roku Prezydium Wojewódzkiej Rady Narodowej w Katowicach podjęło decyzję o wpisaniu zamku do rejestru zabytków. W 1979 roku budynek został wyłączony z eksploatacji przez szpital psychiatryczny z powodu złego stanu technicznego. 
W 1999 roku powstała Fundacja "Zamek Lubliniecki". W jej skład weszło miasto Lubliniec oraz 83 inne podmioty o różnym statusie prawnym. Celem fundacji stała się pomoc przy odrestaurowaniu zamku. W 2002 roku nieruchomość "Zamek Lubliniecki" została przejęta na własność przez miasto Lubliniec od Śląskiego Urzędu Marszałkowskiego w Katowicach. W 2005 roku poza murami, zabytkowymi sklepieniami na parterze i kilkunastoma zabytkowymi stopnicami starej klatki schodowej nie zostało nic. W 2010 roku po pięciu latach restauracji został otwarty "Hotel Zamek Lubliniec". Budynek został odrestaurowany przez spółkę Zamek Lubliniec. W jej zarządzie figurowała rodzina Stierów, na czele z prezesem, niemieckim przedsiębiorcą Manfredem Stierem. W podziękowaniu za restaurację zamku został on honorowym obywatelem Lublińca. Obecnie prezesem zarządu spółki jest córka przedsiębiorcy Daniela Stier, która prowadzi hotel razem z mężem. W styczniu 2012 roku w Hotelu Zamek Lubliniec gościł prezydent RP Bronisław Komorowski. W tym samym roku w starych piwnicach zamkowych otwarte zostało butikowe SPA. Aktualnie właścicielem Zamku w Lublińcu jest spółka Hotel ZL Sp. z o.o.. Zmiany właścicielskiej dokonano w lipcu 2020r.